# 職 (律令制)
職（しき/つかさ）は、律令制における官司の等級の一つである。

## 概要
職は寮や司と共に主に省（中務・宮内の二省）などのもとで事務を行う組織、また特別地域（京など）を統治する組織である。寮や司よりも格が高く上級機関に対してやや強い独立性を持っている。基本職員である四等官は大夫（長官）－亮（次官）－進（判官）－属（主典）と呼ばれる。
春宮坊は四等官の構成、官位相当などがまったく同じであることから職の一種と考えられている。
職は官位相当などによってさらに二等級は分類される。

## 職の一覧
- 大職:四等官の構成は大夫（従四位下）-亮（従五位下）-大進（従六位上）-少進（従六位下）-大属（正八位下）-少属（従八位上）
  - 中宮職（中務省）
  - 修理職（令外・独立）
  - 春宮坊（独立）
- 小職:四等官の構成は大夫（正五位上）-亮（従五位下）-大進（従六位下）-少進（正七位上）-大属（正八位下）-少属（従八位上）
  - 大膳職（宮内省）
  - 左・右京職（太政官）※
  - 摂津職
- その他
  - 河内職-道鏡政権下で河内国司にかわって設置
  - 造宮職-宮殿造営の都度、設置

※のち大職に昇格　注:京職と摂津職は特別地域の統治機構